# Departman
Departman (od franc. départment) je administrativno-teritorijalna jedinica lokalne uprave koji se dijele na arondismane ili okruge; ekvivalent hrvatskom političkom uređenju "županija". Departmane je uvela Francuska 1790., a danas se osim u Francuskoj (koja posjeduje i prekomorske) javljaju i u državama romanskog govornog područja, poglavito francuskog i španjolskog u Srednjoj i Južnoj Americi, i nekim državama Afrike. 
Naziv departman na području (SAD) ima značenje središnje uprave ili odjela, kao Health Department ili Odjel za zdravstvo, etc.

## Departmani u svijetu
- Departmani Argentine
- Departmani Benina
- Departmani Bolivije
- Departmani Kameruna
- Departmani Kolumbije
- Departments of Côte d'Ivoire
- Departmani varšavske grofovije
- Departmani El Salvadora
- Departmani Francuske
- Departmani Gvatamale
- Departmani Haitija
- Departmani Hondurasa
- Departmani Nikaragve
- Departmani Nigera
- Departmani Perua
- Departmani Paragvaja
- Departmani Urugvaja